# Geranomyia argentinensis
Geranomyia argentinensis  (лат.) — вид комаров-болотниц.
Длина тела самцов (не считая хоботок) 5,8—6 мм, длина крыла 6,3—6,8 мм, хоботок длиной 3,2—3,4 мм; длина тела самок 7,5 мм, длина крыла около 5 мм, хоботок длиной около 3,3 мм. Голова серая. Заднеспинка тускло-жёлтая. Прескутум с тремя очень широкими и близко друг к другу расположенными коричневыми полосками.